# Método dos volumes finitos
Em física, o método dos volumes finitos é um método de resolução de equações às derivadas parciais baseado na resolução de balanços de massa, energia e quantidade de movimento a um determinado volume de meio contínuo.
Este método evoluiu das diferenças finitas, outro método de resolução de equações diferenciais, e não apresenta problemas de instabilidade ou convergência, por garantir que, em cada volume discretizado, a propriedade em questão (por exemplo, a massa) obedece à lei da conservação.
Este método é largamente utilizado na resolução de problemas envolvendo transferência de calor ou massa e em mecânica dos fluidos.